# Червоноперекопский сельский совет (Каховский район)
Червоноперекопский сельский совет (укр. Червоноперекопська сільська рада) — входит в состав
Каховского района
Херсонской области
Украины.
Административный центр сельского совета находится в 
с. Червоный Перекоп
.

## Населённые пункты совета
- с. Червоный Перекоп
- с. Зелёная Рубановка
- с. Калиновка
- с. Петропавловка
- с. Подовка
- с. Просторое